# Vitalic
Pour les articles homonymes, voir Arbez et Nicolas.
Ne doit pas être confondu avec Vitali.
Pascal Arbez-Nicolas né le 18 mai 1976 à Dijon, est un artiste producteur, auteur et compositeur français de musique électronique plus connu sous le nom de Vitalic.
Depuis 2019, il forme le duo Kompromat avec la musicienne Rebeka Warrior,.

## Biographie

### Les débuts
Pascal Arbez-Nicolas étudie l’anglais, le russe et la musique classique (poussé par son père alors qu’il voulait apprendre la batterie, il joue du trombone de l’âge de huit ans jusque seize ans). Il s’est d’ailleurs inspiré de son apprentissage du trombone pour sa musique.
Dès l’adolescence, il se met à composer sur les premiers logiciels de musique mais ces derniers étant assez limités, il investit dans ses premières machines à la fin du lycée, notamment dans un MS20 de Korg. Il traîne souvent à l’An-fer, club dijonnais où il assiste à un concert des Daft Punk vers ses dix-huit ans. Pour lui c’est une révélation. À ce sujet il déclare « La première fois que j'ai entendu Rollin' and Scratchin' , j'ai juste eu l'impression de me prendre un 747 sur le coin de la gueule. Alors il y a eu des gens qui se sont juste dit “Tiens, j'ai un Boeing 747 qui m'est tombé sur la gueule”. Et puis t'as une minorité qui s'est dit : “Moi aussi, je veux bien voir ce que ça fait de piloter un Boeing” ». Il est également fan du pionnier de la musique électronique Jean-Michel Jarre,.
Ses premiers EP vinyles paraissent dès 1996 et 1997, sous divers pseudonymes : Dima, Hustler Pornstar, Vital Ferox avec AI Ferox (alias Alessandro F, de son vrai nom Alessandro Farace) du label Kobayashi Records. Il n’intéresse alors que les fans de l’underground.
Il mélange notamment les sonorités techno, boucles acid, énergie rave et rythmes house qui peu à peu vont construire son style unique. Les premières sorties de Dima dont l’EP « Bonne Nouvelle » sur le petit label dijonnais Choice Records trouvent un écho favorable. Il enchaîne les concerts mais ce milieu ne lui correspond pas ; car contrairement aux apparences, sa musique n’est pas vraiment techno. C’est pourtant grâce à Dima que son futur musical va se dessiner.
Il rencontre ensuite Michel Amato (alias The Hacker) au Rex Club, le temple techno de Laurent Garnier ; et devient ami avec celui-ci, cofondateur du label français Goodlife basé à Grenoble. Michel Amato lui suggère d’envoyer ses nouveaux morceaux à Dj Hell à Munich, gérant du label international Deejay Gigolo, qui lancera dès fin 90 les carrières d’artistes phares de l’electroclash tels que David Caretta, The Hacker, Miss Kittin, Kris Korda ou encore Linda Lamb.

### Les débuts sous le nom de Vitalic
Au début des années 2000, il se réinvente sous le pseudo Vitalic (inspiré du prénom slave Vitali ou Vitaly).
Il paraît en 2001 sur le label de Dj Hell « Poney » EP, composé de quatre titres. Le titre de cet EP se rapporte à la maltraitance des poneys dans les fêtes foraines. Ce disque vinyle devient peu après le projet le plus vendu du label Gigolo Records.
Le titre « La Rock 01 » figure sur de nombreuses compilations dont la compilation Cocoon, The Sound Of The Second Season mixée par Sven Väth et l’album As Heard on Radio Soulwax Pt. 2 des 2 Many DJ’s, spécialistes du grand mix entre rock, pop, techno et disco. Enfin, il intègre les playlist de la prestigieuse radio anglaise BBC1. Vitalic lance le « metal disco » et sa musique dépasse les frontières de la France, notamment avec un live au Sónar à Barcelone. Cet EP devient un incontournable.
C’est en 2001 que Vitalic décide de créer son propre label de musique électronique : Citizen Records, encore en activité. Il signera de nombreux artistes d’univers différents tels que Lady B, Teenage Bad Girl, John Lord Fonda, The Micronauts, Juan Trip, The Penelopes, Arnaud Rebotini, Zoot Woman, Donovans, Cora Novoa, Karabine.
À la suite du succès du Poney EP, Vitalic est sollicité pour sortir un album mais il prend son temps réalisant plusieurs commandes de remix et se consacrant aux concerts en France, Belgique et Allemagne essentiellement, d’abord avec The Hacker, puis en solo.

### Ok Cowboy(2005-2008)
En 2005, Vitalic sort son premier album Ok Cowboy, sur son label en licence avec le label Different/PIAS. Tous les sons dont il s’est servi dans l’album sont électroniques, produits avec des synthétiseurs. Les plages de synthé (à la Jean-Michel Jarre) rêveuses et mélancoliques alternent avec de puissants riffs de machines, voix de synthèse souvent vocodées et mystérieuses (omniprésentes dans l’électro discofunk dès les années 1970). Cet album sera certifié disque d’Or en France quelques années plus tard. Il décrit son album comme un mélange de dance music, musiques expérimentales, d’orgues et musique française.
En 2006, Vitalic est occupé par sa tournée où le New York Times le compare à Mylo et Isolée. Il ressort en juillet une version collector de son album OK Cowboy contenant des versions live et titres inédits. Après la sortie de cet album, son passage aux Transmusicales et au Sonar le révélera à l’international. Il va jouer dans tous les plus grands clubs et festivals d’Europe dont Glastonbury au Royaume Uni. Il se produira également au Canada, États-Unis, Amerique Latine, Australie (Big Day Out festival) et Japon (Summer Sonic, Fuji Rock festival).
La tournée rencontre un franc succès, Vitalic est présenté comme une révélation aux yeux de la critique comme du public et la version live de l’album voit le jour en 2007 à travers la sortie du CD « V Live » (enregistrement de son concert à l’AB en Belgique). On y retrouve quelques titres inédits.
Les premiers clips de Vitalic « Poney » et « My Friend Dario » marquent très vite l’univers distinct et étrange de l’artiste, loin des clichés electro et techno de l’époque, entre chiens volants en slow motion et apparition de joueurs de air guitar accompagnés de danseuses du Crazy Horse de Paris, leadé par une fausse chanteuse de rock star.

### Flashmob(2009-2012)
Son second album, Flashmob sort le 28 septembre 2009. Résolument disco, l’album surprend le public de Vitalic à sa sortie, jusqu’ici habitué aux influences rock du précédent album,.Aujourd’hui, adopté à l’unanimité, Flashmob inclut quelques titres incontournables de la carrière de Vitalic notamment Poison Lips. Le clip de ce morceau est tourné au Japon.
C’est à partir de cette période que l’artiste travaille l’aspect scénographique de ses shows.
La tournée « V Mirror », designé par 1024 Architecture, présente sur scène deux écrans LED recouverts de mirolège (panneau miroir tendu très léger) tournés vers le public, de telle sorte à ce qu’il est possible pour lui de se voir, aux côtés de l’artiste par un jeu de reflet de lumière.
V Mirror tournera dans toute l’Europe ainsi qu’aux États-Unis. L’artiste continue de se produire sur tous les continents et assoit sa notoriété internationale. Ainsi, il sera en tête d’affiche des festivals des Eurockéenes, Rock en Seine, Printemps de Bourges, Panorama, Main Square, Vieilles Charrues, Solidays en France, Monegros, Sonar, Razzmatazz, Florida 135, Ibiza en Espagne,  Pukkelpop, I Love Techno, Tomorrowland en Belgique, Creamfields (Espagne et Pays Bas), Leeds, Rockness, Reading au Royaume Uni, Big Day out Australie, Awakenings (Pays Bas), Audioriver (Pologne), Amnesia (Italie) et beaucoup d’autres…  
À la sortie de cette tournée, Vitalic signe la bande originale du film « La Légende de Kaspar Hauser » de David Manuli avec Vincent Gallo, Silvia Calderoni et Elisa Sednaoui (2012). Le film accorde une place centrale à la musique, pensée comme un personnage à part entière.
Le générique de fin du film mentionne: «VITALIC EST LA MUSIQUE».

### Rave Age(2012-2016)
Rave Age, son troisième album, sort le 5 novembre 2012 . Ici encore, Vitalic prend une nouvelle ligne artistique en présentant cette fois-ci un univers plus pop voire EDM (Electronic Dance Music). Pour la première fois, Vitalic souhaite intégrer de réelles voix (autres que la sienne) et invite de nombreux guests sur cet album. On retrouve des collaborations avec Mickael Karkousse (membre du groupe belge Goose), Mark Kerr (membre du duo Maetsro), Owlle ou encore Joe Reeves (membre de Discoshit). Les artworks de «Rave Age» LP et «Stamina» (single) ont été dessinés par Storm Thogerson, créateur des plus illustres pochettes des Pink Floyd.
Stamina reste le titre fort de cet album avec le clip réalisé par Saman Keshavarz et tourné aux US, faisant référence à une enquête policière.
Le second clip «Fade Away» est réalisé par Romain Chassaing.
Toujours en collaboration avec les architectes de 1024 Architecture, une nouvelle scénographie est pensée : VTLZR. Basée sur l’utilisation d’une nouvelle génération de lumière Sharpy et dont le faisceau lumineux est très précis. Pensé comme un réel ballet de lumières, cette scénographie et les tableaux créés inspireront de nombreux ingénieurs lumières y compris dans le domaine des plateaux TV.
La tournée de Rave Age est une des plus importantes de l’artiste: plus de 80 dates en 2 ans à travers le monde et sur tous les continents, sans oublier les festivals et clubs majeurs déjà écumés sur les précédentes tournées. Il fera son premier Zenith de Paris en 2013 (hors cadre festival), complet en capacité maximale à 3 mois de la date (capacité de 7 000 personnes).

### Voyageret projet Kompromat (2017-2021)
Son quatrième album, Voyager est sorti le 20 janvier 2017 sur Clivage Music (second label fondé par Vitalic fin 2016), aux influences colorées de Synthpop et de New Wave.
S’en suivra d’une tournée nommée ODC Live, dont la conception est réalisée par le collectif All Access Design.
ODC («Odyssée») invite à un voyage spatial, reprenant le thème de l’album. La scénographie est composée de cinq cadres mouvants motorisés au-dessus de Vitalic, revêtis de LED. Une nouvelle génération de moteurs permet de supporter un poids important. Les cadres peuvent monter et descendre, les angles sont indépendants des uns et des autres, ce qui permet de créer des figures géométriques et de s’évader dans un univers cosmique comme le rappelle celui de la pochette, designé par H5 et Mariano Peccinetti.
Cette tournée place Vitalic en 2018 troisième artiste français, tout style musical confondu, qui s’est le plus exporté (source : Bureau Export). En effet, chaque album s’accompagne d’une tournée des salles, clubs et festivals en France, en Europe, en Amérique du Nord et du Sud, en Australie, au Japon et plus récemment en Corée et Chine.
Le clip Waiting for the Stars est réalisé par Charlie le Mindu et David Hugonot Petit. Celui de Sweet Cigarette est réalisé par Kevin Gay.
En 2017 sort un single « Tu Conmigo » en featuring avec la chanteuse espagnole La Bien Querida . Le titre intègre les playlists des radios italiennes nationales durant tout l’été.
L’année suivante, il annonce son retour sous le pseudonyme de Dima avec un projet plus orienté techno.
En 2019, il forme avec Rebeka Warrior (membre du groupe Sexy Sushi et Mansfield.TYA) le groupe Kompromat, dont le single « Niemand » sort en janvier 2019, suivi de l’album de 11 titres « Traum und Existenz ». Le projet, bien que très confidentiel, rencontre un accueil chaleureux et unanime. Ovni EBM sur un marché dominé par la musique urbaine et variété française. La tournée est interrompue par la pandémie du COVID19 en 2020.
En septembre 2021 sort le titre Rave Against The System en collaboration avec Kiddy Smile accompagné d'un clip réalisé par Alexis Langlois. Ce titre est issu de l'album Dissidaence, Episode 1 dévoilé en octobre.
Il effectue aussi une collaboration avec la chanteuse Emel lors d'un concert à Paris au Théâtre du Châtelet: les deux artistes ont créé ensemble une musique autour de la poésie de Ghada al-Samman lors des soirées Variations. Le concert est filmé pour Culturebox et mis en ligne sur YouTube.

### Dissidaence, 20 ans de carrière (2022-2023)
Il part ensuite en tournée pour promouvoir son 5e album sorti en deux volumes, Dissidaence, Episode 1 et Dissidaence, Episode 2. Dans le cadre de cette tournée, le 12 mars 2022 il se produit à l'Accor Hotel Arena à Paris pour fêter ses 20 ans de carrière.
Il renouvelle son expérience musicale dans le cinéma en composant la bande originale du film Disco Boy, récompensé à la Berlinale 2023,. Vitalic remporte le Prix Lumières 2024 de la Meilleure Musique de Film, il est également nommé aux César la même année.

### Le retour de Kompromat (2024-2025)
En octobre 2024, Vitalic signe son retour avec le morceau I let myself go blind de Kompromat, en vue d'un nouvel album et une tournée en 2025.

## Dans la culture
Les compositions de Vitalic sont régulièrement utilisées pour habiller longs métrages, jeux vidéo, campagne publicités TV et web. En voici une liste non exhaustive : 
« My Friend Dario » figure sur la bande son de Need for Speed: Carbon, jeu vidéo sorti en novembre 2006.
En 2010, sa musique est utilisée pour une attraction du Futuroscope : « la Vienne dynamique » aux côtés de Freddy Jay et EZ3kiel.
Trahison est utilisé pour la bande-annonce du film Naissance des pieuvres de Céline Sciamma avec Adèle Haenel dont la bande-originale est composée par Para One ; il est également utilisé dans le film Le Premier Cercle de Laurent Tuel avec Jean Reno, ainsi que dans Les Combattants de Thomas Cailley (2014). On l'entend également dans l'épisode 6 de la saison 2 de la série OVNI(s) réalisée par Antony Cordier.
Poison Lips est utilisé dans le film Dredd de Pete Travis sorti en septembre 2012, ainsi que dans Jeune et Jolie de François Ozon (2013) et la série Élite diffusée sur Netflix.
En 2013, le titre Second Lives est crédité au générique du film Le jour attendra avec Jacques Gamblin et Olivier Marchal.
Amazon, Chanel, Vuitton, Guerlain utilisent à plusieurs reprises des titres du compositeur (Waiting for the Stars, Levitation, Poison Lips…).
La Mort sur le dance floor est quant à lui présent dans l’ultime épisode de la série Cannabis, diffusée sur Arte en 2017 et 2019 et fait office de générique de fin.
Peugeot utilise Waiting for the Stars pour sa campagne télévisée en 2019 et 2020.

## Discographie

### Albums
- 2005 : OK Cowboy
- 2009 : FlashMob
- 2012 : Rave Age
- 2017 : Voyager
- 2021 : Dissidænce Episode 1
- 2022 : Dissidænce Episode 2
- 2023: Disco Boy - Original motion picture soundtrack

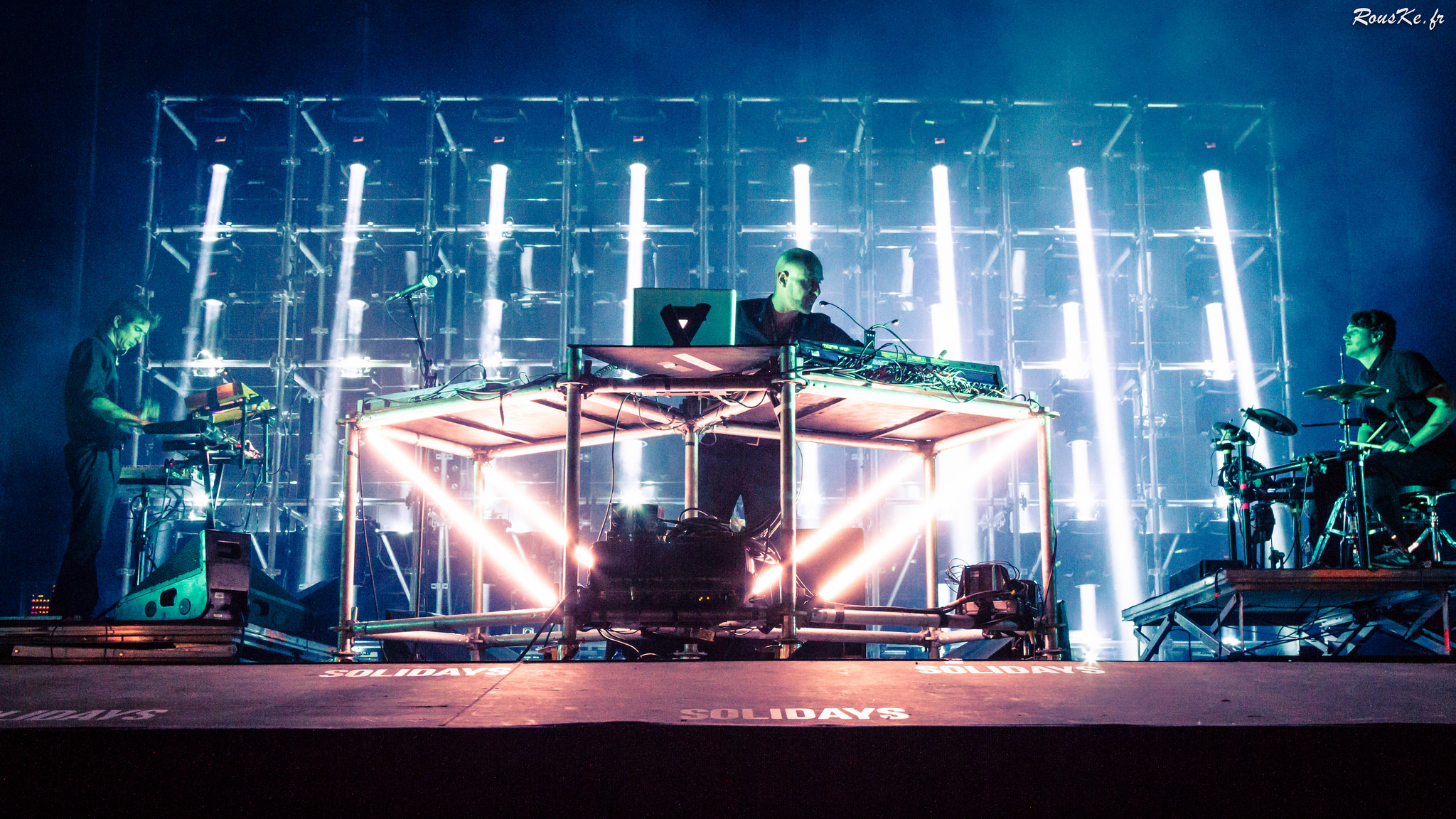
Vitalic sur scène aux Solidays de Paris 2014.

### Singles et EP
- 2001 : Poney EP (International Deejay Gigolo Records)
- 2001 : Vital Ferox - Absolut avec Alessandro Farac (alias Al Ferox)
- 2002 : A Number of Names - Shari Vari (The Hacker & Vitalic Remix) (International Deejay Gigolo Records)
- 2003 : To L'An-fer From Chicago (12") (Error 404)
- 2004 : Fanfares (12") (Citizen Records/Different Records)
- 2005 : Mix From The Debut Album OK Cowboy (Citizen Records/Different Records)
- 2005 : My Friend Dario (Citizen Records/Different Records)
- 2005 : No Fun (Citizen Records/Different Records)
- 2006 : Bells EP (Citizen Records/Different Records)
- 2009 : Disco Terminateur EP (Citizen Records/Different Records)
- 2009 : Poison Lips EP (Citizen Records/Different Records)
- 2010 : Second Lives (Citizen Records/Different Records)
- 2012 : Stamina (Citizen Records/Different Records)
- 2013 : Fade away (Citizen Records/Different Records)
- 2016 : Film Noir EP[29] (Correspondant Records/Citizen Records)
- 2017 : Tu Conmigo feat. La Bien Querida (Clivage Music)
- 2022 : And it Goes Like (Awesome Soundwave Records)
- 2023: Sexy Beast feat. I Hate Models
- 2023: Power in my Hands feat. Silly Boy Blue (Citizen Records/Virgin)
- 2023: Confess EP (Citizen Records/Virgin)
- 2024: Coeur Noir feat. NTO (Believe)
- 2024: You're Not Alone feat. Vimala (Cercle Records)

### Albums live
- 2007 : V Live

### Musiques de film
- 2013 : La Légende de Kaspar Hauser
- 2023 : Disco Boy de Giacomo Abbruzzese (Lauréat Prix Lumières 2024, nomination César 2024)

### Remixes
- A Number of Names - Shari Vari (The Hacker & Vitalic Remix) (International Deejay Gigolo records / 2002)
- Manu le Malin - Ghost train (Vitalic remix) (Bloc 46 records / 2002)
- Giorgio Moroder - The Chase (PIAS / 2003)
- Daft Punk - Technologic (Virgin records / 2005)
- Röyksopp feat. Karin Dreijer - What Else Is There? (2005)
- Björk - Who is it (2005)
- Teenage Bad Girl - Hands Of A Stranger (2007)
- Agoria - La 11e Marche (Cosmo Meets Vitalic Remix) (PIAS / 2008)
- Aphex Twin - Windowlicker (PIAS / 2008)
- Demon vs Heartbreaker - You Are My High (Vitalic Version) (PIAS / 2008)
- Detroit Grand Pubahs (en) & Dave The Hustler - Go Ahead (PIAS / 2008)
- Lady B - Swany (PIAS / 2008)
- Miss Kittin & The Hacker - 1982 (PIAS / 2008)
- The Hacker - Fadin' Away (Dima Remix) (Goodlife / 2000 - PIAS / 2008)
- Useless - Red X (Dima Cymbalistic Remix) (PIAS / 2008)
- Basement Jaxx - Cish Cash (PIAS / 2008)
- Bolz Bolz - Take A Walk (Neo-Romantic Dima Mix) (PIAS / 2008)
- Codec & Flexor - Time Has Changed (PIAS / 2008)
- Crash Course in Science - Cardboard Lamb (PIAS / 2008)
- Elegia - The Essence Of It (Dima Mix) (PIAS / 2008)
- Moby - Go (PIAS / 2008)
- Scratch Massive - Ice Breaker (Dima Remix) (PIAS / 2008)
- Slam feat. Dot Allison - Visions (PIAS / 2008)
- Birdy Nam Nam - The Parachute Ending (2009)
- Jean-Michel Jarre - La Cage & Erosmachine (Jean-Michel Jarre / 2010)
- Amadou & Mariam - Sabali (Because / 2010)
- The Dø - Slippery Slope (Cinq Sept / 2011)
- Paul Kalkbrenner - Altes Kammufel (Paul Kalkbrenner Muzik / 2014)
- C2C - Delta (2013)
- Indochine - Station 13 (Sony Music / 2017)
- Etienne Daho - Le Jardin "Le Fruit Défendu" (Mercury Music / 2018)
- Paulor - Spaceship (Life & Death / 2019)
- Popof - Serenity (Form Music / 2022)
- Mylène Farmer - A Tout Jamais (Stuffey Monkey / 2022)
- Mylène Farmer - Rayon Vert (Stuffey Monkey / 2023)
- Loman - Start Again (Clivage Music / 2024)

## Distinctions

### Lauréat
- Prix Lumières 2024: Meilleure musique originale pour Disco Boy

### Nomination
- César 2024 : Meilleure musique originale pour Disco Boy